# Aéroport de Sion
De Luchthaven Sion (Frans: Aéroport de Sion, Duits: Flughafen Sitten) (IATA: SIR, ICAO: LSGS) is het vliegveld van Sion in Zwitserland. Het vliegveld is zowel civiel als militair in gebruik. Het heeft één verharde  startbaan. Er zijn weinig lijnvluchten op Sion en het vliegveld wordt vooral gebruikt door helikopters, privévliegtuigen en door militaire vliegtuigen die op Sion gelegerd zijn. Het aantal passagiers is ongeveer 30.000 per jaar. Het ligt in de Alpen, in het dal van de Rhône.

## Geschiedenis
Het vliegveld werd in 1935 geopend. Er werd toen ook een vliegschool geopend. De locatie van het vliegveld in het centrum van de Alpen trok de interesse van het Zwitserse Ministerie van Defensie. In 1937 werd er een contract getekend tussen het ministerie en de directie van het vliegveld. In 1946 werd Hermann Geiger, een bekend Zwitsers reddingspiloot, de eerste directeur van het vliegveld.
In 1991 werd ILS geïnstalleerd op het vliegveld, waardoor meer chartervluchten mogelijk waren. Ook werd er een nieuwe terminal geopend, met daarin het typerende rode restaurant.
Juni 2016 stortte een zweefvliegtuig tijdens het opstijgen neer. De piloot is na het ongeluk naar het ziekenhuis van Sion vervoerd.

## Heden
De luchthaven Sion is het enige vliegveld in Zwitserland waar civiele en militaire vliegbewegingen naast elkaar plaatsvinden.
Er kunnen per dag 2600 passagiers vliegen op Sion. Het grootste vliegtuig dat ooit op Sion geland is, is een Boeing 767. Er worden vooral chartervluchten op Sion gevlogen. Deze hangen vooral af van het seizoen. Op Sion zijn verschillende bedrijven gestationeerd. Deze vliegen met kleine jets, turbprop-vliegtuigen en helikopters. Een voorbeeld is Air Glaciers.
De Zwitserse luchtmacht heeft verschillende typen vliegtuigen gestationeerd op het vliegveld, waaronder:
- Northrop F-5 Tiger II, de bekendste straaljager op Sion.
- McDonnell Douglas F/A-18 Hornet.
- Pilatus PC-7, een trainingsvliegtuig.

Ook wordt Sion vaak bezocht door elders gestationeerde vliegtuigen.
In 2011 werd de eerste Breitling Air Show gehouden op Sion.
In november 2013 werd meldde de Zwitserse defensie het militaire deel van het vliegveld te sluiten. Volgens Zwitsers politici Ueli Maurer heeft de Zwitserse luchtmacht simpelweg niet genoeg vliegtuigen om alle vliegvelden open te houden. Diezelfde maand werd duidelijk dat de Zwitserse defensie van plan was om Sion in de toekomst te gebruiken als ‘uitwijkhaven’. Werknemers en vliegtuigen zouden vertrekken naar de Luchtmachtbasis van Payerne. Na 2017 zouden er op Sion geen vliegtuigen meer gestationeerd zijn.
In 2015 werd bekendgemaakt dat de Zwitserse Luchtmacht de luchthaven van Sion zal vernieuwen, waardoor deze in 2016 zes weken zal sluiten. Het zou gaan om werk aan de startbaan, lampen en vervanging van de vangkabels voor de straaljagers van de luchtmacht. Volgens een woordvoerder van defensie gaat het om contractuele verplichtingen met de stad Sion, en zou het plan om de luchthaven te verlaten niet van de baan zijn. Het kan echter wel dat de luchtmacht het vertrek uitstelt.
In 2016 werd duidelijk dat Etihad Regional lijn- en chartervluchten zal gaan onderhouden. Etihad zal naar verschillende bestemmingen gaan vliegen.